# Фервуд (округ Кинг, Вашингтон)
Фервуд (енгл. Fairwood, King County) насељено је место без административног статуса у америчкој савезној држави Вашингтон.

## Демографија
По попису из 2010. године број становника је 19.102, што је 15.478 (-44,8%) становника мање него 2000. године.
| Група             | 2000.          | 2010.          |
| Белци             | 24.624 (71,2%) | 11.862 (62,1%) |
| Афроамериканци    | 2.107 (6,1%)   | 1.413 (7,4%)   |
| Азијати           | 4.670 (13,5%)  | 3.365 (17,6%)  |
| Хиспаноамериканци | 1.420 (4,1%)   | 1.240 (6,5%)   |
| Укупно            | 34.580         | 19.102         |